# Inga ellipsoidea
Inga ellipsoidea är en ärtväxtart som beskrevs av Henry Hurd Rusby. Inga ellipsoidea ingår i släktet Inga och familjen ärtväxter. Inga underarter finns listade i Catalogue of Life.